# Zahirabad-e Pajin
Zahirabad-e Pajin (perski: ظهيرابادپائين) – wieś w Iranie, w ostanie Chorasan-e Razawi. W 2006 roku miejscowość liczyła 220 mieszkańców w 57 rodzinach.